# ジェミニン
ジェミニン（英: Geminin、GMNN）は、ヒトではGMNN遺伝子にコードされるタンパク質である。ジェミニンは大部分の真核生物に存在する核局在タンパク質であり、種間で高度に保存されている。ジェミニンは後生動物の細胞周期、細胞増殖、分化系列の決定、神経の分化において機能するなど、多数の機能を持つことが解明されている。その機能の具体例としては、DNA複製因子Cdt1の阻害が挙げられる。

## 歴史
ジェミニンはもともとDNA複製の阻害因子、そして後期促進複合体の基質として同定された。同時期に、ジェミニンは発生中のツメガエルXenopusの胚の神経板を拡張することも示された。

## 構造
ジェミニンは約200アミノ酸残基からなる核局在タンパク質で、その分子量は約25,000である。非典型的なロイシンジッパーコイルドコイルドメインを含む。酵素活性やDNA結合モチーフの存在は知られていない。

## 機能

### 細胞周期の制御
ジェミニンは細胞周期のG1期には存在しないが、S期、G2期、M期を通じて蓄積する。ジェミニンのレベルは有糸分裂の中期から後期への移行時に、後期促進複合体によって分解されることで低下する。

#### S期
S期の間、ジェミニンはDNA複製の負の調節因子として機能する。多くのがん細胞株において、RNAiによるジェミニンの阻害によってゲノムの一部の再複製が起こり、異数性が引き起こされる。こうした細胞株では、ジェミニンのノックダウンによって増殖が顕著に低下し、数日以内にアポトーシスが引き起こされる。しかしながら、このことは初代培養細胞や不死化細胞株には当てはまらず、これらの細胞ではDNA再複製を防ぐ他の機構が存在している。ジェミニンのノックダウンは多くのがん細胞株で細胞死を引き起こすが、初代培養細胞では引き起こさないことから、がん治療の標的としての可能性が提唱されている。

#### 有糸分裂
S期の始まりから有糸分裂の終盤まで、ジェミニンは複製因子Cdt1を阻害し、複製開始前複合体の組み立てを防いでいる。G1期の初期には、後期促進複合体はユビキチン化を介してジェミニンの分解を開始する。RNAiによるジェミニンの阻害は、多くのがん細胞株において次の細胞周期でのDNA複製の障害を引き起こすが、そうした細胞周期の欠陥は初代培養細胞や不死化細胞株では観察されない（Cdt1のレベルはこれらの細胞でも低下している）。
このように、ジェミニンは各細胞周期に1度だけ複製が起こるよう保証する重要な因子である。

### 発生の制御
ジェミニンはクロマチンの高アセチル化によって初期の神経系への運命決定を促進する。この効果によって、神経関連遺伝子への転写のためのアクセスが可能となり、こうした遺伝子の発現が促進される。究極的には、ジェミニンはいずれの系統へも運命決定されていない細胞に対し、神経系の特性を獲得させることができる。
ジェミニンはSWI/SNF クロマチンリモデリング複合体と相互作用することも示されている。神経前駆細胞では、高レベルのジェミニンの存在が終末分化を妨げている。ジェミニンとSWI/SNFとの相互作用が取り除かれると、ジェミニンによる阻害は解除され、神経前駆細胞は分化することが可能となる。

## モデル生物
ジェミニンの機能の研究にはモデル生物が利用されている。国際ノックアウトマウスコンソーシアムプログラムの一環として、Gmnntm1a(KOMP)Wtsiと呼ばれるコンディショナルノックアウトマウス系統が作製されている。このプロジェクトはハイスループットな変異体作成によって疾患の動物モデルを作製し、関心のある研究者に配布するものである。
オスとメスのマウスに対して、欠失の影響を決定するための規格化された表現型スクリーニングが行われている。26種類の試験が行われ、3つの重大な異常が観察されている。劣性致死性の研究からは、妊娠中にホモ接合型変異体がみられず、そのため離乳期まで生存しないことが示されている。その他の試験はヘテロ接合型変異体の成体マウスに対して行われ、メスでは水晶体の形態的異常と白内障がみられることが示されている。
さらに、ジェミニンノックアウトマウスの小腸と肺では、ゲノム不安定性と腫瘍形成の増加が観察されている。

## 臨床的意義
ジェミニンはいくつかの悪性腫瘍やがん細胞株で過剰発現していることが知られている。一方、ジェミニンがゲノム不安定性を防ぐがん抑制因子として作用していることを示すデータも存在する。

## 関連文献
- “Oligo-capping: a simple method to replace the cap structure of eukaryotic mRNAs with oligoribonucleotides”. Gene 138 (1–2):  171–174. (1994). doi:10.1016/0378-1119(94)90802-8. PMID 8125298.
- “Construction and characterization of a full length-enriched and a 5'-end-enriched cDNA library”. Gene 200 (1–2):  149–156. (1997). doi:10.1016/S0378-1119(97)00411-3. PMID 9373149.
- “Geminin, an inhibitor of DNA replication, is degraded during mitosis”. Cell 93 (6):  1043–1053. (1998). doi:10.1016/S0092-8674(00)81209-X. PMID 9635433.
- “Geminin, a neuralizing molecule that demarcates the future neural plate at the onset of gastrulation”. Development 125 (16):  3247–3258. (1998). PMID 9671596.
- “Inhibition of eukaryotic DNA replication by geminin binding to Cdt1”. Science 290 (5500):  2309–2312. (2000). Bibcode: 2000Sci...290.2309W. doi:10.1126/science.290.5500.2309. PMID 11125146.
- “Regulation of CDC6, geminin, and CDT1 in human cells that undergo polyploidization”. Molecular Biology of the Cell 13 (11):  3989–4000. (2002). doi:10.1091/mbc.E02-04-0217. PMC 133609. PMID 12429841.
- “Human cytomegalovirus infection leads to accumulation of geminin and inhibition of the licensing of cellular DNA replication”. Journal of Virology 77 (4):  2369–2376. (2003). doi:10.1128/JVI.77.4.2369-2376.2003. PMC 141111. PMID 12551974.
- “Expression and phosphorylation of the replication regulator protein geminin”. Biochemical and Biophysical Research Communications 305 (2):  412–420. (2003). doi:10.1016/S0006-291X(03)00773-3. PMID 12745091.
- “Direct interaction of geminin and Six3 in eye development”. Nature 427 (6976):  745–749. (2004). Bibcode: 2004Natur.427..745B. doi:10.1038/nature02292. PMID 14973488.
- “The cell-cycle regulator geminin inhibits Hox function through direct and polycomb-mediated interactions”. Nature 427 (6976):  749–753. (2004). Bibcode: 2004Natur.427..749L. doi:10.1038/nature02305. hdl:11858/00-001M-0000-0012-EE32-1. PMID 14973489.
- “Cdt1 phosphorylation by cyclin A-dependent kinases negatively regulates its function without affecting geminin binding”. Journal of Biological Chemistry 279 (19):  19691–19697. (2004). doi:10.1074/jbc.M313175200. PMID 14993212.
- “Loss of Geminin induces rereplication in the presence of functional p53”. Journal of Cell Biology 165 (4):  473–482. (2004). doi:10.1083/jcb.200403106. PMC 2172361. PMID 15159417.
- “Self-assembling protein microarrays”. Science 305 (5680):  86–90. (2004). Bibcode: 2004Sci...305...86R. doi:10.1126/science.1097639. PMID 15232106.
- “Human geminin promotes pre-RC formation and DNA replication by stabilizing CDT1 in mitosis”. EMBO Journal 23 (15):  3122–3132. (2004). doi:10.1038/sj.emboj.7600314. PMC 514931. PMID 15257290.
- “A dimerized coiled-coil domain and an adjoining part of geminin interact with two sites on Cdt1 for replication inhibition”. Mol. Cell 15 (2):  245–258. (2004). doi:10.1016/j.molcel.2004.06.045. PMID 15260975.
- “Rereplication by depletion of geminin is seen regardless of p53 status and activates a G2/M checkpoint”. Molecular and Cellular Biology 24 (16):  7140–7150. (2004). doi:10.1128/MCB.24.16.7140-7150.2004. PMC 479725. PMID 15282313.
- “The replicative regulator protein geminin on chromatin in the HeLa cell cycle”. Journal of Biological Chemistry 279 (40):  41686–41694. (2004). doi:10.1074/jbc.M405798200. PMID 15284237.